# L'Aigle des Balmettes
L'Aigle des Balmettes est un monument commémoratif du combat des Balmettes en 1814, sculpté par Alphonse Muscat et inauguré le 12 juillet 1914 à Ambérieu-en-Bugey.

## Description
Le monument est composé de deux éléments :
- un haut-relief en pierre représentant formé d'un Torciolan armé guettant la vallée de l'Albarine et d'une femme tenant un étendard. Clément Rocheray, une figure locale,née le 7. mai 1855 à Ambérieu en Bugey, localement nommé le "pouka", a servit de modèle au sculpteur ;
- le monument est surmonté par un aigle impérial en bronze, ailes déployées.

## Histoire
Le monument sculpté par Alphonse Muscat (1871-1944) rend hommage aux combattants des Balmettes en 1814. Il est édifié à l'initiative d'Alexandre Bérard qui l'inaugure le 12 juillet 1914. Un banquet réunissant 1 500 convives est servi sur la place du Champ-de-Mars le jour de l'inauguration.
Pendant la Seconde Guerre mondiale, l'aigle en bronze de 410 kg est déposé par les Allemands en vue de l'envoyer à la fonte. Après la guerre, l'aigle est retrouvé à Chalon-sur-Saône avec une aile brisée. Rapatrié à Ambérieu, l'aigle est réparé par les cheminots du dépôt de la ville. Il réintègre la statue en juillet 1951.

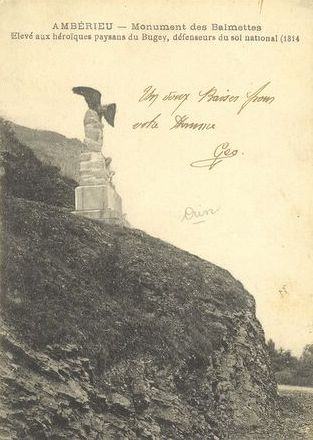
L'Aigle des Balmettes, carte postale ancienne.